# Montpreveyres
Montpreveyres est une commune suisse du canton de Vaud, située dans le district de Lavaux-Oron. Elle est traversée par la route de Berne et a une vocation de relais entre Lausanne et Berne. Géographiquement, elle se trouve entre le Chalet-à-Gobet et Corcelles-le-Jorat. Autrefois, l’agriculture et les forêts étaient les principales ressources de la commune. Aujourd’hui, la majorité des habitants travaillent à Lausanne. Seules trois exploitations agricoles existent encore. La commune s’étend sur environ 400 ha dont 250 sont voués à l’agriculture. Onze sociétés locales animent le village. Sur le plan démographique, la population est passée de 348 habitants en 2000 à 525 fin 2011, et plusieurs constructions d’habitations sont en cours de réalisation. Sur le plan des infrastructures, les services de l’eau potable et des eaux usées sont terminés. Les hauts de Montpreveyres offrent une vue sur les Alpes bernoises, fribourgeoises, vaudoises et savoyardes.

## Toponymie
Parmi les plus anciennes mentions de ce toponyme on peut citer : Gerardi de Monteproverio (1154) ; Geraldo canonico de Monte Presbytero (vers 1161) ; Montis Presbiteri (1167) ; Montprevero (1177) ; domus de Montpreveiro (après 1202) ; domini prioris de Montispresbiteri (1453).
Montpreveyres, qui signifie littéralement « mont du prêtre », est formé du nom commun mont et de l'ancien mot franco-provençal preveiro qui remonte au latin ecclésiastique presbyterum (prêtre).

## Armoiries
D'azur à deux colonnes d'argent mouvant de deux monts de même, au chef d'argent chargé d'un rossignol au naturel perché sur un rameau de sinople.
Les armoiries de la commune de Montpreveyres datent de 1927. De couleur bleu et blanc, elles sont ornées de deux colonnes d'argent pour rappeler que cette commune était auparavant un prieuré dépendant de la maison du Grand-St-Bernard, qui portait des colonnes dans ses armes. Le rossignol évoque le surnom donné aux habitants du village.

## Histoire
De très longue date, cette commune est un lieu de passage. En effet, avec sa position géographique favorable, au bord de la route de Berne, elle accueille depuis longtemps les voyageurs.
En 1536, les Bernois conquièrent le canton de Vaud. Dès lors, Montpreveyres appartient à l'une des sept châtellenies du bailliage de Moudon, et ceci jusqu'en 1789, où celles-ci sont réunies au district d'Oron.
Après la révolution vaudoise de 1798, les bourgeois reprennent les pouvoirs politiques. Les familles Reybaz, Gindroz, Lavanchy, Mottaz, Mellioret, Mellet, Liaudet deviennent les membres des législatifs et exécutifs communaux.

## Fusion de communes
À l'automne 2014, les communes de Lausanne et de Montpreveyres, par une décision commune des autorités respectives, abandonnent définitivement le projet de fusion. Cela principalement en raison des disparités entre une ville de 150 000 et un village de 500 habitants. Les opposants parlent ainsi d'absorption et non pas de fusion. Également, un sondage réalisé lors d'une assemblée publique au cours de l'été 2014 à Montpreveyres avait démontré un large rejet du projet de fusion avec la Ville de Lausanne. Il y a cependant une certaine ouverture pour une fusion avec d'autres communes voisines du Jorat vaudois.

## Population

### Surnom
Les habitants de la commune sont surnommés les Rossignols,.

### Démographie

#### Évolution de la population
Montpreveyres compte 661 habitants au 31 décembre 2022 pour une densité de population de 161 hab/km2. Sur la période 2010-2019, sa population a augmenté de 25,1 % (canton : 12,9 % ; Suisse : 9,4 %).  

#### Pyramide des âges
En 2020, le taux de personnes de moins de 30 ans s'élève à 37,4 %, au-dessus de la valeur cantonale (35 %). Le taux de personnes de plus de 60 ans est quant à lui de 16,1 %, alors qu'il est de 21,9 % au niveau cantonal.
La même année, la commune compte 329 hommes pour 324 femmes, soit un taux de 50,4 % d'hommes, supérieur à celui du canton (49,1 %).
| Hommes | Classe d’âge | Femmes |
| ------ | ------------ | ------ |
| 0,3    | 90 ans ou +  | 0,3    |
| 4,0    | 75 à 89 ans  | 5,2    |
| 11,6   | 60 à 74 ans  | 10,8   |
| 25,2   | 45 à 59 ans  | 26,5   |
| 19,8   | 30 à 44 ans  | 21,6   |
| 20,7   | 15 à 29 ans  | 21,6   |
| 18,5   | - de 14 ans  | 13,9   |

| Hommes | Classe d’âge | Femmes |
| ------ | ------------ | ------ |
| 0,5    | 90 ans ou +  | 1,4    |
| 6,1    | 75 à 89 ans  | 8,2    |
| 13,3   | 60 à 74 ans  | 14,3   |
| 21,5   | 45 à 59 ans  | 21,2   |
| 22,0   | 30 à 44 ans  | 21,4   |
| 19,6   | 15 à 29 ans  | 18,0   |
| 16,9   | - de 14 ans  | 15,5   |

## Enseignement
Montpreveyres fait partie de l’association intercommunale des établissements scolaires de Mézières et environs. L'école primaire se trouve au sein même du village. Pour ce qui est des études secondaires supérieures, les étudiants de Montpreveyres doivent se rendre dans les établissements lausannois.

## Patrimoine bâti

### Temple

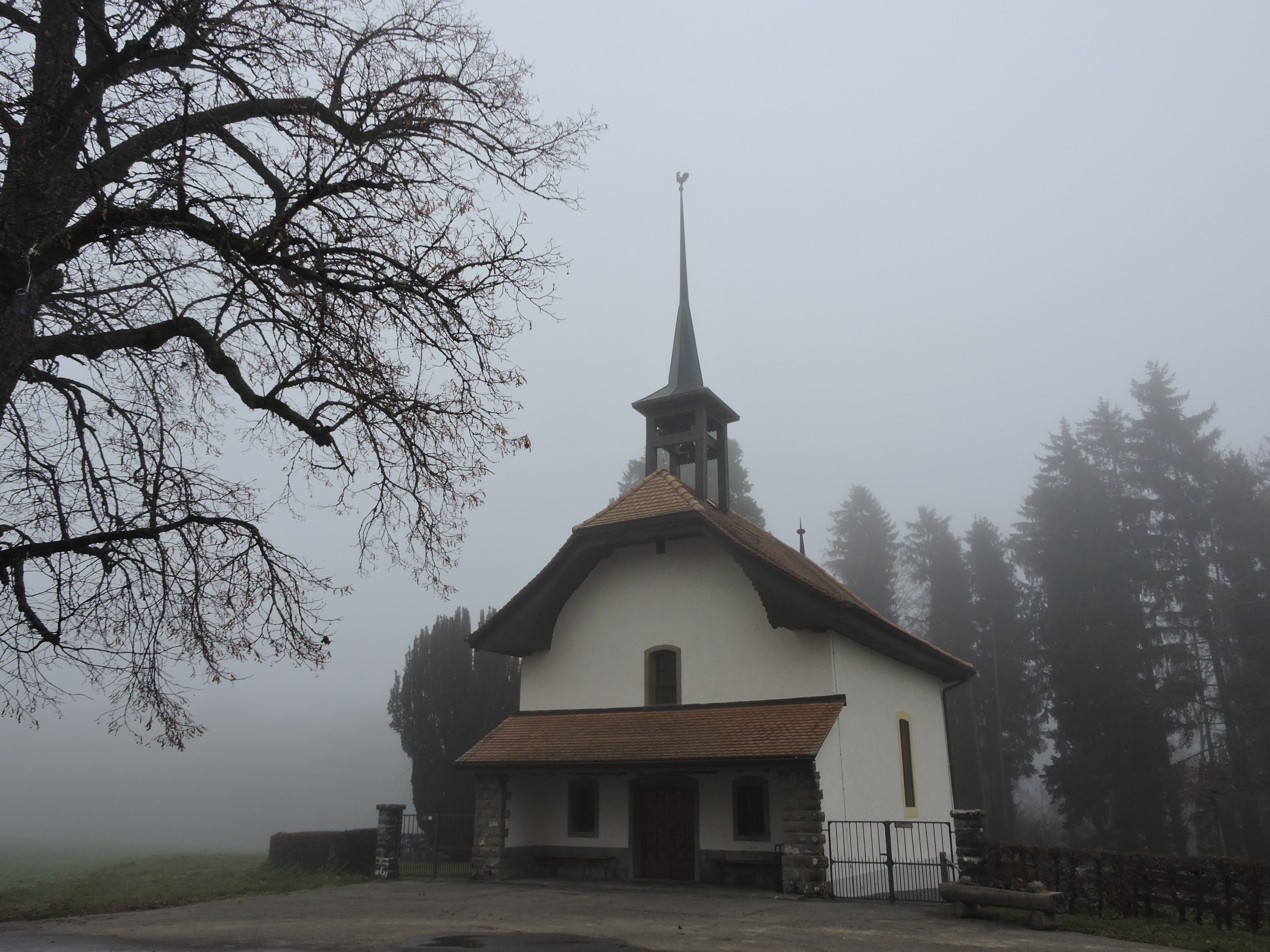
Le temple de Montpreveyres.

Un prieuré a été fondé à Montpreveyres par les moines du Grand-Saint-Bernard avant 1160. Montpreveyres constitue une paroisse en 1228, qui englobe Corcelles-le-Jorat dès 1828 et Les Cullayes de 1828 à 1837.
Dédiée à Saint-Laurent, l'ancienne église médiévale, dont ne subsiste plus que le chœur, a servi de temple après l'introduction de la Réforme en 1536. Elle a été reconstruite en 1757-1758 au voisinage de la cure par un maçon resté anonyme, accompagné du charpentier Jean-Daniel Tissot. Elle se situe à 784 mètres d'altitude et se trouve sur le célèbre chemin de Saint-Jacques-de-Compostelle, passage qu’empruntaient de nombreux voyageurs qui rejoignaient la pointe de l'Espagne.
Cette église est de dimensions modestes (13,40 m sur 8,30 m). En 1818, elle a été modernisée dans sa façade à avant-toit en berceau lambrissé et dans son campanile. L'église est également ornée de vitraux qui illustrent les armoiries de Savoie, du Grand-St-Bernard, du canton de Vaud et de la Confédération suisse. Datant de 1895, ils sont l'œuvre de Charles Kunz, sur des dessins de Charles Pasche. Le plafond de l'église est orné des armoiries de la commune. D'autres vitraux, de Jean Prahin, sont venus les compléter en 1993.
La chaire, de 1713 (avec un panneau de 1678) et la table de communion forment un mobilier intéressant,.

### Cure
Dès la Réforme en 1536, le prieuré de Montpreveyres servit de logement au pasteur. L'édifice devait comporter des éléments de fortification, car on le décrit en 1526 comme « château soit maison ». On ne voit aujourd'hui plus de traces de cet établissement, pas plus que de l'église médiévale. Mais le site sur lequel se trouve la cure actuelle a gardé un caractère d'isolement tout dévolu à la spiritualité.
La maison fortifiée a été démolie en 1576 pour faire place à la cure actuelle, élevée par le maçon Claude Bornoz, de Morges, auteur également de la cure de Penthaz (1565) et des églises de Saint-Barthélemy (1573) et Mex (1581). La cure de Montpreveyres a gardé de cette étape son gros œuvre de plan presque carré. Quatre chaînes d'angle formant contreforts soutiennent les façades dont l'élévation ne doit pas avoir beaucoup changé, malgré d'importantes réparations en 1726 et les transformations de 1766 par l'architecte Abraham Burnand, comprenant notamment l'implantation de nouvelles fenêtres. L'édifice est augmenté d'une annexe en 1828.
Sous l'Ancien Régime, la cure comprenait un domaine agricole particulièrement étendu, composé, en 1738, d'environ quatorze poses de prés, d'une pose de champs, trois poses de bois, un verger, une chenevière (culture de chanvre), deux jardins. Le four à pain, petit bâtiment indépendant, se trouve à côté de la cure. Il a été restauré à diverses reprises, notamment en 1772, tout comme la fontaine voisine qui, elle, a été déplacée plusieurs fois.
Des travaux de restauration des bâtiments, vers 1985 ont aussi permis la création, dans la dépendance rurale, d'une salle paroissiale. Le garage a été traité comme un élément secondaire mais contemporain.
Les aménagements extérieurs sont soulignés par leur arborisation et par la construction d'une nouvelle fontaine-sculpture.
Dans la cour se trouve un tilleul planté en 1788 et, de l'autre côté de la route, un hêtre, de 1818.

### Auberge
Montpreveyres représentait une étape de relais sur la route de Berne entre Lausanne et Moudon. L'actuelle auberge communale, à l'architecture sobre et soignée typique de la première moitié du XIXe siècle a été bâtie vers 1843.

### École
Le bâtiment scolaire, avec son clocheton et son élégant fronton d'esprit baroque, date de 1860. Située en bordure de la route de Berne, elle frappe par la recherche et le soin apporté à son couronnement.